# Lignyoptera fumidaria
Lignyoptera fumidaria är en fjärilsart som beskrevs av Jacob Hübner 1824/25. Lignyoptera fumidaria ingår i släktet Lignyoptera och familjen mätare. Inga underarter finns listade i Catalogue of Life.

## Bildgalleri

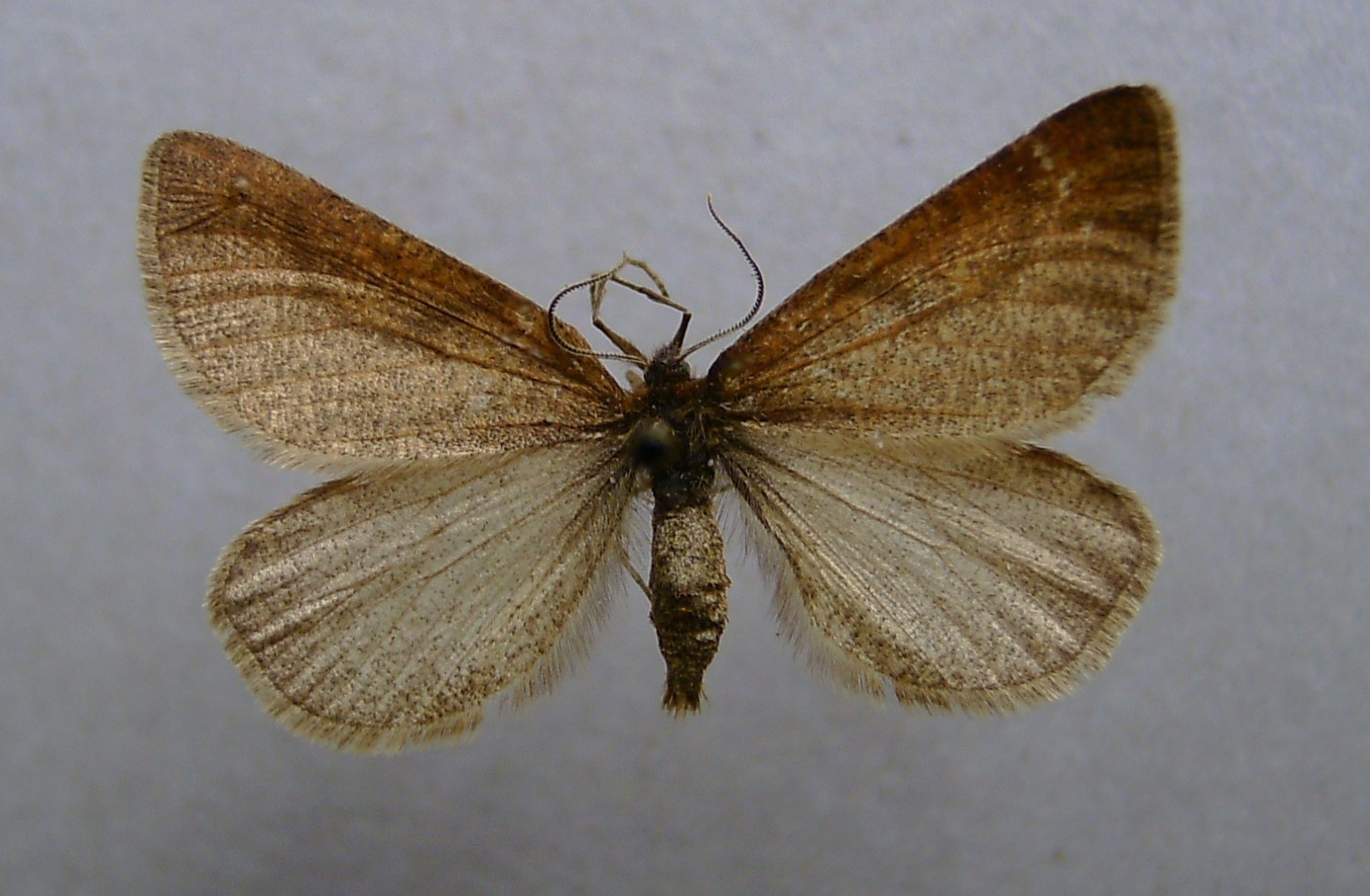